# Tomasz Merta
Tomasz Adam Merta (Legnica, 7 novembre 1965 – Smolensk, 10 aprile 2010) è stato un politico e storico polacco, Sottosegretario di Stato aggiunto presso il Ministero della Cultura e del patrimonio nazionale della Polonia dal 2005 al 2010.
Era tra le persone che il 10 aprile 2010 si stavano recando alla commemorazione del massacro di Katyn' a bordo del Tupolev Tu-154, che trasportava il Presidente della Polonia Lech Kaczyński, insieme alla moglie Maria e altre persone, tra cui moltissimi importanti esponenti della vita politica, economica e militare polacca. L'aereo si è schiantato in fase di atterraggio presso la base aerea di Smolensk, in Russia, uccidendo tutti i 96 passeggeri.